# Cha Cha Damore
Cha Cha Damore is het derde en meest recente studioalbum van de Amerikaanse punkband Pegboy. Het album werd uitgegeven als lp en cd op 13 oktober 1997 via het platenlabel Quarterstick Records, een sublabel van het grotere Touch and Go Records. Op de hoes en de rest van de artwork van het album staat de vader van Larry Damore afgebeeld.

## Nummers
Het bevat net als het voorgaande studioalbum een cover, namelijk van het nummer "Surrender" van Cheap Trick. Het nummer "Dangermare" is ook te horen op de split-single "Dangermare / The Ghost" met Kepone uit 1996.
1. "Dangerwood" - 2:07
2. "Can't Give" - 2:35
3. "You Fight Like a Little Girl" - 2:46
4. "Dangermare" - 2:39
5. "Dog, Dog" - 3:26
6. "Liberace Hat Trick" - 2:46
7. "Dangerace" - 1:51
8. "Hey, Look, I'm a Cowboy" - 2:45
9. "In the Pantry of the Mountain King" - 2:50
10. "Surrender" - 3:41
11. "Planet Porno" - 1:48

## Band
- Larry Damore - zang
- Joe Haggerty - drums
- John Haggerty - gitaar
- Pierre Kezdy - basgitaar